# Grand prieuré de Provence
Le grand prieuré de Provence est créé par le pape, Jean XXII, qui supplée Foulques de Villaret, en démembrant le grand prieuré de Saint-Gilles en trois grands prieurés, le 21 juillet 1317, pour éviter, en présence de la dévolution des biens templiers, à un seul prieur l'administration d'un territoire aussi étendu que celui de ce grand prieuré,. Il transforme la lieutenance sur la rive gauche du Rhône en grand prieuré de Provence et il nomme Hélion de Villeneuve comme premier et a priori l'unique prieur de Provence. Au chapitre général de 1330 les grands prieurés de Toulouse, de Saint-Gilles et de Provence sont regroupés sous la responsabilité de Pierre de l'Ongle. Mais à la mort de celui-ci, en 1332, le grand prieuré de Toulouse redevient autonome. Ce n'est qu'en janvier 1347, après la mort d'Hélion de Villeneuve, que le prieuré de Provence est de nouveau réuni avec celui de Saint-Gilles. Bien qu'élu grand maître, Hélion a conservé le prieuré de Provence jusqu'en octobre 1330, il se contente de nommer un lieutenant, Isnard de Grasse.